# Hydraena trinidensis
Hydraena trinidensis är en skalbaggsart som beskrevs av Perkins 1980. Hydraena trinidensis ingår i släktet Hydraena och familjen vattenbrynsbaggar. Inga underarter finns listade i Catalogue of Life.